# La Vie dehors
La Vie dehors est un téléfilm français réalisé par Jean-Pierre Vergne en 2002 et diffusé en 2004.

## Fiche technique
- Réalisation : Jean-Pierre Vergne
- Scénario : Joëlle Miau
- Directeur de la photographie : Willy Kurant
- Société de production : France 3 Méditerranée
- Société de distribution : France Télévision
- Pays d'origine : France
- Genre : Film dramatique
- Durée : 90 minutes
- Date de diffusion : 3 juillet 2004 sur FR3

## Distribution
- Michel Jonasz : Marco
- Estelle Vincent : Lili
- Olivia Brunaux : Marthe
- Nicolas Cazalé : José
- Viktor Lazlo : Samira
- Selma El Mouissi : Mouna
- Didier Cauchy : le psychiatre
- Laurent Suire : Jean
- Gabriel Le Normand : Victor
- Anne-Sophie Capdet : Valérie
- Olivier Picq : M. Sanchez
- Jean-Luc Borras : le garagiste
- Sofiane Akroune : Eddy
- Karim Aissat : Rachid
- Edmonde Franchi : Mme Romero